# Samtgemeinde Land Wursten
La Samtgemeinde Land Wursten era una comunità amministrativa (Samtgemeinde) della Bassa Sassonia, in Germania.

## Storia
La Samtgemeinde Land Wursten fu soppressa il 1º gennaio 2015; contemporaneamente tutti i comuni che la componevano vennero fusi fra loro e con il comune di Nordholz, formando il nuovo comune di Wurster Nordseeküste.

## Suddivisione
Al momento dello scioglimento, la Samtgemeinde Land Wursten comprendeva sette comuni:
- Cappel
- Dorum
- Midlum
- Misselwarden
- Mulsum
- Padingbüttel
- Wremen